# Knock You Down
"Knock You Down" är en låt av den amerikanska sångerskan Keri Hilson. I låten medverkar sångaren Ne-Yo och rapparen Kanye West. Låten släpptes som den fjärde singeln från Hilsons debutalbum In a Perfect World... i april 2009.

## Topplistor
| Topplista (2009)                             | Högsta position |
| -------------------------------------------- | --------------- |
| Australien (ARIA)                            | 24              |
| Belgien (Ultratop 50 Flandern)               | 49              |
| Belgien (Ultratop 40 Vallonien)              | 29              |
| Danmark (Tracklisten)                        | 28              |
| European Hot 100 Singles                     | 13              |
| Irland (IRMA)                                | 2               |
| Kanada (Canadian Hot 100)                    | 9               |
| Nederländerna (Nederlandse Top 40)           | 8               |
| Norge (VG-lista)                             | 11              |
| Nya Zeeland (RIANZ)                          | 1               |
| Slovakien (IFPI)                             | 16              |
| Storbritannien (The Official Charts Company) | 5               |
| Sverige (Sverigetopplistan)                  | 11              |
| Tjeckien (IFPI)                              | 31              |
| Tyskland (Media Control AG)                  | 30              |
| USA Billboard Hot 100                        | 3               |
| USA Hot R&B/Hip-Hop Songs (Billboard)        | 1               |
| USA Pop Songs (Billboard)                    | 3               |
| Österrike (Ö3 Austria Top 40)                | 37              |